# Dichromodes typhistis
Dichromodes typhistis är en fjärilsart som beskrevs av Turner 1939. Dichromodes typhistis ingår i släktet Dichromodes och familjen mätare. Inga underarter finns listade i Catalogue of Life.